# 依蕾娜·內米洛夫斯基
依蕾娜·洛芙娜·內米洛夫斯基（法語：Irène Lvovna Némirovsky，1903年2月11日—1942年8月17日），生於烏克蘭基輔，是猶太裔小說家，死於波蘭奧斯威辛集中營，得年三十九歲。
於1942年間著有未完成遺作《法蘭西組曲》，大女兒丹妮絲（Denise Epstein）重新整理手稿，並在2004年重見天日且正式出版的同名二戰小說；2014年改編成電影《法國戰戀曲 Suite francaise（亂世有情天）》。